# Layzie Bone
Layzie Bone, pseudonimo di Steven Howse (Cleveland, 23 settembre 1974), è un rapper statunitense, noto soprattutto per essere membro del gruppo Bone Thugs-n-Harmony.
È conosciuto anche come L-Burna, #1 Assassin e Lil' Lay. Era lui a detenere originariamente il nominativo di Bizzy Bone, che cambiò poi in Layzie Bone.
Ha una discografia solista relativamente breve, ma non meno importante di quelle degli altri membri del gruppo.

## Biografia e carriera
Stewen Howse nasce a Cleveland (Ohio), dove trascorre la sua adolescenza. Comincia subito a darsi allo spaccio di droga e per non finire in prigione è costretto a trasferirsi con i suoi zii a Fort Worth, in Texas. Qui incontra Wish Bone, al quale illustra il progetto per la formazione di un gruppo musicale in futuro. Al suo ritorno a Cleveland si riunisce con Krayzie Bone, Bizzy Bone e Flesh-n-Bone per formare il gruppo B.O.N.E. Enterpri$e, che più tardi diventerà Bone Thugs-n-Harmony.
La sua carriera solista comincia nel 2001, con la pubblicazione dell'album Thug by Nature. Nei successivi anni il rapper non pubblica altri album e preferisce rimanere a lavorare all'interno del gruppo, fino al 2006. In questo anno realizza ben tre album: il primo è Thug Brothers, in collaborazione col rapper degli Outlawz Young Noble; il secondo è The New Revolution; il terzo è Cleveland.
Layzie Bone è il fratello di Flesh-n-Bone, il quale è cugino di Wish Bone. Ha una figlia ed è attualmente sposato con Felecia Lindsey-Howse, membro del collettivo Mo Thugs Family.

## Discografia
- Thug by Nature (2001)
- Thug Brothers (2006)
- The New Revolution (2006)
- Cleveland (2006)